# 史密森索尼亞 (阿拉巴馬州)
羅史密森索尼亞（英語：Smithsonia）是一個位於美國阿拉巴馬州勞德代爾縣的非建制地區。該地的面積和人口皆未知。

## 地理
羅史密森索尼亞的座標為34°47′39″N 87°52′45″W / 34.79417°N 87.87917°W，而該地的平均海拔高度為156米（即512英尺）。